# 中2映画プロジェクト主題歌集2023
中2映画プロジェクト主題歌集2023（ちゅう2えいがプロジェクトしゅだいかしゅう2023）は、つんく♂が総監修を務める「中2」をテーマに青春映画の2023年制作の主題歌集。

## 収録内容
- 01 愛してるより上

作詞：つんく
作曲：idiot
編曲：スギタシュウト・マツレイ！
歌：中2映画プロジェクト・ヒロイン選抜
- 02 Thank my lucky stars!

作詞：スギタシュウト・つんく
作曲・編曲：スギタシュウト
歌：Lucky Stars（香坂美妃 ・ちゃな）
- 03 また君を好きになる夏

作詞：もともとこ・つんく
作曲：つばさ
編曲：Art Neco
歌：首藤勇哉
- 04 神楽、舞う瞬間には

作詞：つんく
作曲・編曲：永井正道
歌：KAGURAS（生田瑚桃・福島ひなた・武田彩那）
- 05 Mirage

作詞：鶴
作曲・編曲：川口ケイ
歌：香村奈保（中2映画プロジェクト・ヒロイン選抜）
- 06 High Five!

作詞・作曲：naco
編曲：つばさ・マツレイ！
歌：中2映画プロジェクト・アイドル部 featuring 奏兎める

## スタッフ
- Chief Director：生方信堂（TNX）
- Director：スギタシュウト
- Recording Engineer：小林真之介（TNX）
- Mixing Engineer：マツレイ！（01・06）・開博史（02）・櫻井直樹（03・04・05）
- Recording at：Studio Cubic
- Sound Producer：鈴木Daichi秀行
- Executive Producer：つんく♂